# Tegernsee (miasto)
Tegernsee – miasto w południowych Niemczech, w kraju związkowym Bawaria, w rejencji Górna Bawaria, w regionie Oberland, w powiecie Miesbach. Leży w Alpach Bawarskich, około 10 km na południowy zachód od Miesbach, nad jeziorem Tegernsee, przy drodze B307.

## Demografia
Dane o ludności z 31 grudnia 2008:
| Opis                                | Ogółem | Ogółem | Kobiety | Kobiety | Mężczyźni | Mężczyźni |
| ----------------------------------- | ------ | ------ | ------- | ------- | --------- | --------- |
| Jednostka                           | osób   | %      | osób    | %       | osób      | %         |
| Populacja                           | 3986   | 100    | 2285    | 57,33   | 1701      | 42,67     |
| Wiek przedprodukcyjny (0–17 lat)    | 432    | 10,84  | 192     | 4,82    | 240       | 6,02      |
| Wiek produkcyjny (18–65 lat)        | 2422   | 60,76  | 1396    | 35,02   | 1026      | 25,74     |
| Wiek poprodukcyjny (powyżej 65 lat) | 1132   | 28,4   | 697     | 17,49   | 435       | 10,91     |

## Polityka
Burmistrzem miasta jest Peter Janssen z BL, rada miasta składa się z 16 osób.
|      | CSU | SPD | FWG | BL | Razem |
| 2008 | 6   | 1   | 6   | 3  | 16    |
| 2002 | 9   | 3   | 4   | -  | 16    |

## Współpraca
- Dürnstein, Austria